# Ruletka (grafika)

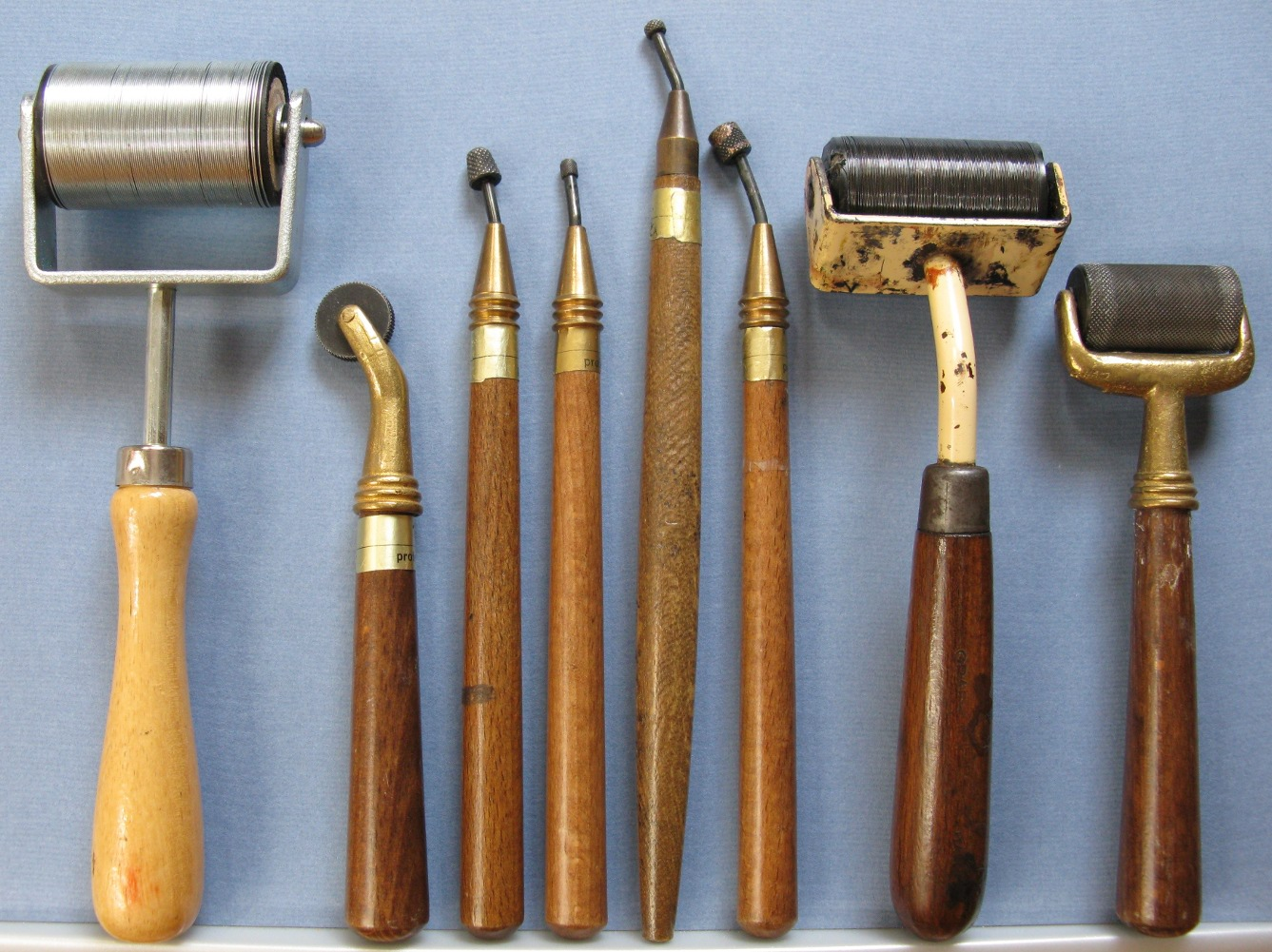
Różne rodzaje ruletek.

Ruletka – narzędzie graficzne składające się z umocowanego na uchwycie stalowego krążka z wypustkami lub naciętego w prążki walca. Pozostawia na matrycy drobne nacięcia. Ruletki używane są głównie w technikach metalowych (np. w akwaforcie, mezzotincie, sposobie kredkowym). 